# Églises romanes de la Vall de Boí
En novembre 2000, neuf églises romanes de la Vall de Boí ont été inscrites sur la liste du patrimoine mondial de l'UNESCO.
Ces édifices, remarquables par la pureté de leurs lignes, mais au cœur d'une région isolée, tombés dans l'oubli pendant des siècles, n'ont été redécouverts par les spécialistes qu'en 1907 date à laquelle l'Institut des études catalanes organisa une expédition dirigée par l'architecte catalan Josep Puig i Cadafalch, chargée de les photographier et d'en faire des relevés.
À partir de 1919, à la suite du scandale causé par la vente des fresques du monastère de Santa María de Mur, la plupart des peintures originales que les églises recelaient ont été déplacées au Musée national d'art de Catalogne, à Barcelone. Mais leurs fidèles reproductions in situ témoignent du haut degré de maîtrise atteint jadis par les artistes de la région.

## Liste des églises
| Code    | Nom                                       | Image | Localité      | Coordonnées                 |
| ------- | ----------------------------------------- | ----- | ------------- | --------------------------- |
| 988-001 | Église Sant Feliu de Barruera             |       | Barruera      | 42° 30′ 15″ N, 0° 48′ 09″ E |
| 988-002 | Église Sant Joan de Boí                   |       | Boí           | 42° 31′ 21″ N, 0° 50′ 01″ E |
| 988-003 | Église Santa Maria de Taüll               |       | Taüll         | 42° 31′ 13″ N, 0° 50′ 50″ E |
| 988-004 | Église Sant Climent de Taüll              |       | Taüll         | 42° 31′ 03″ N, 0° 50′ 55″ E |
| 988-005 | Église Santa Maria de l'Assumpció de Cóll |       | Cóll          | 42° 28′ 20″ N, 0° 46′ 22″ E |
| 988-006 | Église Santa Maria de Cardet              |       | Cardet        | 42° 29′ 52″ N, 0° 47′ 10″ E |
| 988-007 | Église de la Nativitat de Durro           |       | Durro         | 42° 29′ 53″ N, 0° 49′ 15″ E |
| 988-008 | Ermitage Sant Quirc de Durro              |       | Durro         | 42° 29′ 42″ N, 0° 48′ 41″ E |
| 988-009 | Église Santa Eulàlia d'Erill la Vall      |       | Erill la Vall | 42° 31′ 29″ N, 0° 49′ 32″ E |